# Michail Maslin
Michail Alexandrovič Maslin (rusky Михаи́л Алекса́ндрович Ма́слин; 16. července 1947 Moskva, Sovětský svaz – 20. června 2025) byl ruský (sovětský) historik filosofie, doktor filosofických věd, profesor Lomonosovovy univerzity, syn Alexandra Maslina.

## Životopis
V roce 1970 absolvoval filosofickou fakultu Moskevské státní univerzity a v roce 1973 dokončil aspiranturu, kde obhájil práci kandidáta filozofických věd. Maslinovy vědecké zájmy se vytvořily pod vlivem Alexeje Bogomolova, Michaila Ovsjannikova, Valentina Asmuse a Teodora Ojzermana. Od roku 1973 působí na Katedře dějin ruské filosofie a v roce 1993 se stal jejím vedoucím. V roce 2001 byl Michailu Maslinovi udělen čestný titul Zasloužilý profesor.